# Lynne Segal
Lynne Segal, född 29 mars 1943 (ibland noterat som 1944) i Sydney i Australien, är en Storbritannienbaserad socialistisk feminist, akademiker och aktivist. Hon har verkat som föreläsare på universitetsnivå i London sedan 1970, på Middlesex Polytechnic sedan 1973. 1999 utsågs hon till årets föreläsare i psykologi och genusvetenskap vid Birkbeck, University of London, där hon senare arbetat på School of Psychosocial Studies.
Segal är en stridbar aktivist och akademiker, alltsedan 1970-talets vänsteraktivism. Utifrån ett socialfeministiskt perspektiv har hon etablerat sig som kritiker av bland annat radikalfeminismens enligt henne förenklade syn på sexualitet, underhållning och manlig dominans.

## Biografi

### Tidiga år
Segal föddes i Sydney, i en icke-konfessionell judisk familj som dotter till läkarna Iza och Reuben Segal. Hennes bror Graeme är matematiker och hennes syster Barbara barockdansare.
Lynne Segal avlade 1964 filosofie kandidatexamen vid University of New South Wales. Därefter fortsatte hon sina studier i psykologi – på grund av en önskan att förstå mänskligt beteende – vid University of Sydney och erhöll 1969 sin filosofie doktorsexamen. Samtidigt blev hon involverad i Sydneys anti-auktoritära och libertarianska kretsar; Segal har än idag sin politiska hemvist i den libertarianska grenen av den politiska vänstern.
1969 blev Segal gravid. Samma år gifte hon sig med konstnären James Clifford, som senare förklarade sig vara homosexuell.

### 1970-talet
Segal emigrerade 1970 till Storbritannien, där hon som ensamstående mor kom att bosätta sig i London. Under det kommande årtiondet skulle hon ägna den största delen av sin energi åt gräsrotspolitik i Islington i norra London, samtidigt som hon tog anställning som lärare vid dåvarande Enfield College of Technology (dagens Middlesex University). Hon hjälpte till att sätta upp ett kvinnohus, en alternativ nyhetstidning (Islington Gutter Press) och gav stöd åt antirasistisk aktivism. 1970-talet var ett decennium med ökad verksamhet inom den icke-partibundna politiska vänstern, men den var splittrad i olika strukturer och enligt olika ideologier. Under denna tid bodde hon länge i kollektiv och uppfostrade sin son enligt tidens "fria uppfostran".
1979 skrev Segal och hennes två vänner Sheila Rowbotham and Hilary Wainwright boken Beyond the Fragments, där de argumenterade för bredare allianser mellan fackföreningsmedlemmar, feminister och politiska vänstergrupper. Detta samarbete materialiserades via en stor konferens i Leeds 1980, liksom en andra upplaga 1981. 

### 1980- och 1990-talet
1984 bjöd förläggaren Ursula Owen in Segal att bli del av Viragos förlagsråd. Skrivuppdraget att författa en text som bedömde den aktuella situationen för feminismen ledde till hennes första egna bok, Is the Future Female? Troubled Thoughts on Contemporary Feminism. Boken nådde ut till en bred läsekrets, med dess ifrågasättande av genusmytologier som kvinnors grundläggande dygder och mäns ofrånkomliga våldsamhet – egenskaper som under samma tid var vanliga i böckerna skrivna av många av tidens populära feministiska författare. Särskilt kritiserade hon den dåtida radikalfeminismen, vilken hon såg som en förenklande, ohistorisk och otillräcklig feministisk politik.
Segal argumenterade i boken, genom att reflektera över sin egen socialistiskt feministiska omgivning, för att feminister alltid behövde konfrontera den allestädes närvarande negativa beskrivningen av det "feminina". Däremot kunde kvinnors strider aldrig reduceras till enbart strider mot män, men inte heller kunde de lösas genom att bara omvärdera/uppgradera det "feminina". Alla Segals följande böcker har fortsatt att tala för en mer inkluderande form av vänsterfeminism, en som förespråkar en mer medkännande och jämställd värld. 1993 års Sex Exposed: Sexuality and the Pornography Debate riktar in sig på en antipornografisk feminism som enligt henne bygger upp myter omkring sexuellt explicit underhållning och samtidigt glömmer kvinnors och mäns agens i sexuella sammanhang.
I boken Slow Motion: Changing Masculinities, Changing Men (1990) tillbakavisade hon likställandet av manlig sexualitet med våld, och i boken noteras komplexiteten hos de krafter som genererar märkbart olika maskulina mönster över tid och rum. Via diskussioner om den flyktiga och flytande karaktären hos den sexuella erfarenheten tas samma teoretiska perspektiv upp i Straight Sex: The Politics of Pleasure. I den boken dekonstruerade hon uppfattningen om den manliga handlingskraft och den kvinnliga passivitet som bildar ramen för den normativa förståelsen av heterosexualiteten, en uppfattning som påverkar språket och handlingarna kring en manlig dominans. Hon lyfte även forskningens bristande förståelse av psykologin kring sex och sexuell åtrå.

### Senare år
2007 publicerade Segal Making Trouble: Life and Politics, a Political Memoir. Boken fungerar som en översikt över hennes generation av aktivister födda i slutet av eller efter andra världskriget, och hon funderade i boken över var den generationens politik har tagit vägen i 2000-talets hårdare och mer splittrade värld. Boken är även en allmän kritik över dagens "mainstreamfeminism".
Lean on Me (2023) utforskade konceptet kring radikal vård. Detta, en vård som står i motsats till vårdslöshet, är ett modern koncept som andra författare beskrivit med ord som kärlek eller radikal intimitet. Det handlar om det inbördes beroendet människor emellan och hur konceptet vård spelar in i detta. Boken lanserade även Care Manifesto ('Vårdmanifestet') som en medveten politik relaterad till vård.
1999 lämnade Segal Middlesex University och övergick till en tjänst på Birkbeck, University of London. Från 1999 till 2020 var hon kopplad till Birkbeck.

### Familj och åsikter
Segal har en son, Zim Segal, som arbetar inom IT-sektorn. Själv har hon bott i Islington sedan hon anlände från Sydney. Sedan 2000 har hon, som en icke-troende judinna, engagerat sig i organisationerna Jews for Justice for Palestinians, Independent Jewish Voices och Faculty for Israeli–Palestinian Peace (FFIPP). Hon har arbetat med olika försök att få stopp på den israeliska ockupationen av palestinska områden och istället skapa en rättvis fred mellan Israel och Palestina.
Lynne Segal är medlem av Labours lokalavdelning i Islington.

### Böcker
- Rowbotham, Sheila; Segal, Lynne; Wainwright, Hilary (1981). Beyond the fragments : feminism and the making of socialism (2nd ed.). London: Merlin Press. ISBN 9780850362541
- What is to be done about the family. Harmondsworth: Penguin in association with the Socialist Society. 1983. ISBN 9780140065961
- Is the future female? : troubled thoughts on contemporary feminism. London: Virago. 1987. ISBN 9780860686972
- The Past Before Us: Twenty Years of Feminism. Feminist Review. 1989. ISBN 9780415037525
- Slow motion : changing masculinities, changing men. Basingstoke: Palgrave Macmillan. 1990. ISBN 9781853810138
- Segal, Lynne; McIntosh, Mary (1993). Sex exposed : sexuality and the pornography debate. New Brunswick, N.J: Rutgers University Press. ISBN 9780813519388
- Straight sex : rethinking the politics of pleasure. Berkeley: University of California Press. 1994. ISBN 9780520200012 (återutgiven 2015[30])
- Segal, Lynne, red (1997). New sexual agendas. Basingstoke: Macmillan. ISBN 0333675681
- Why feminism? : gender, psychology, politics. Cambridge: Polity. 1999. ISBN 9780745623474. https://archive.org/details/whyfeminismgende0000sega
- Making trouble : life and politics. London: Serpent's Tail. 2007. ISBN 9781852429379
- Segal, Lynne; Elaine Showalter (Introduction) (2013). Out of Time: The Pleasures and Perils of Ageing. London: Verso Books. ISBN 9781781681398
- Radical Happiness : Moments of Collective Joy. London: Verso Books. 2017. ISBN 9781786631541
- Lean on Me: A Politics of Radical Care. London: Verso Books. 2023. ISBN 9781804292945

### Artiklar (urval)
- Segal, Lynne (1992). ”Feminism and fatherhood”. The School Field 3 (1/2):  sid. 95–118. ISSN 0353-6807.
- Segal, Lynne. "Does pornography cause violence? The search for evidence" i Church Gibson, Pamela; Gibson, Roma (1993). Dirty looks : women, pornography, power. London: British Film Institute (BFI) Publishing. ISBN 9780851704043
- Segal, Lynne (16 januari 2001). ”Boys' success at school is undermined by the same competitive machismo that dominates the ideas of many male academics.”. The Guardian, Education (London). http://www.proquest.co.uk/en-UK/catalogs/databases/detail/pq-hist-news.shtml.
- Segal, Lynne (13 februari 2001). ”We would all be better off if academics wrote fewer but better books, argues Lynne Segal.”. The Guardian, Education (London). http://www.proquest.co.uk/en-UK/catalogs/databases/detail/pq-hist-news.shtml.
- Segal, Lynne (13 mars 2001). ”Getting beyond truisms is still the greatest task facing psychology.”. The Guardian, Education (London). http://www.proquest.co.uk/en-UK/catalogs/databases/detail/pq-hist-news.shtml.
- Segal, Lynne (10 april 2001). ”Where have all the radicals gone?”. The Guardian, Education (London). https://www.theguardian.com/education/2001/apr/10/highereducation.uk1.
- Baron-Cohen, Simon; Segal, Lynne (3 maj 2003). ”Sex on the mind (e-mail exchange).”. The Guardian (London). https://www.theguardian.com/science/2003/may/03/science.comment.
- Segal, Lynne (2014). ”Temporal Vertigo: The Paradoxes of Ageing”. Studies in Gender and Sexuality 15 (3):  sid. 214–222. doi:10.1080/15240657.2014.939022. ISSN 1524-0657.